# Jelle Abma

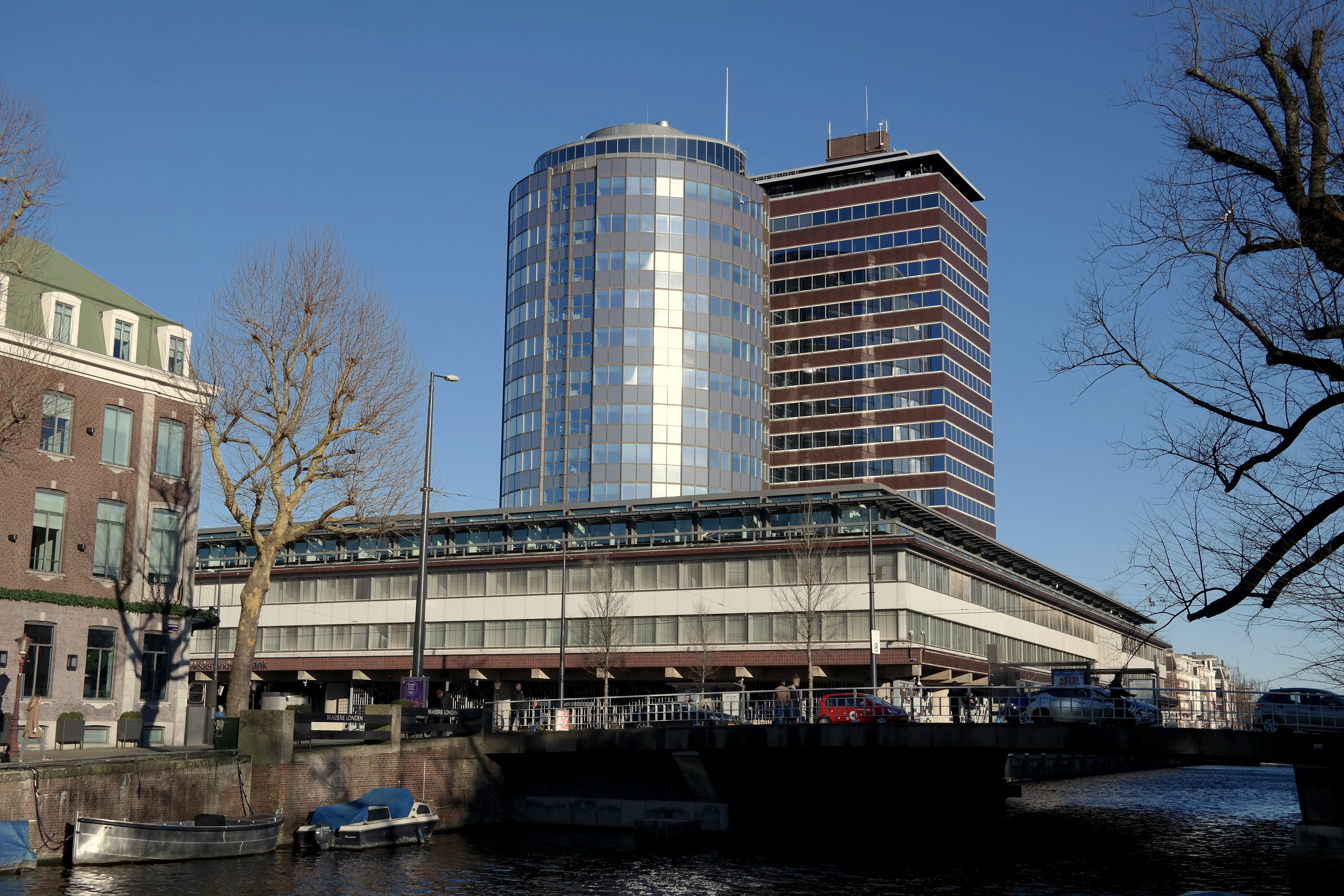
Het gebouw van de Nederlandsche Bank in 2018 met de inmiddels gesloopte uitbreiding van Jelle Abma nog aanwezig

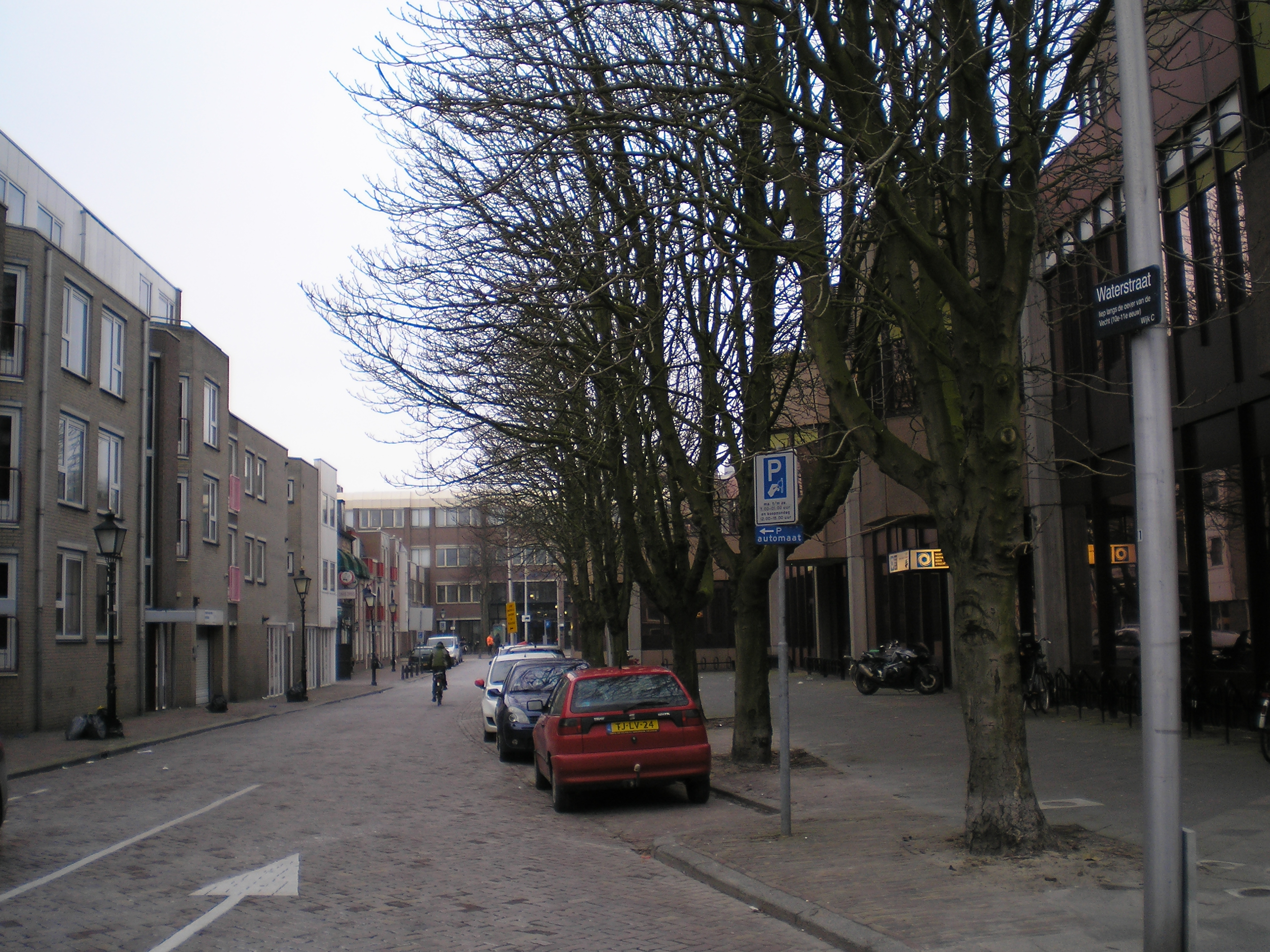
Rechts Trappenburch aan de Waterstraat (2013)

Jelle Abma (Bennekom, 17 januari 1921 - Amsterdam, 19 oktober 2009) was een Nederlands architect.

## Leven
Hij was zoon van Taede Ruurd Abma en Froukje Schrale. Vader was opzichter-tekenaar bij de gebouwendienst van de Landbouwhogeschool Wageningen. Jelle Abma was getrouwd met beeldhouwster Dieuwke Abma-ter Horst
Hij kreeg zijn opleiding aan de Academie van Bouwkunst in Amsterdam.
Hij kreeg opleiding in de periode dat de Delftse School en modernistische bouwstijl populair waren; zelf ontwierp hij functioneel en rationeel. Zijn ontwerpen ogen daarom sober met hun strakke horizontale en verticale opzet. Hij schreef daarbij vaak repeterende elementen voor die een ritmisch gevelbeeld gaven. Een aparte categorie binnen zijn oeuvre waren kerken, die het gevoel gaven naar binnen gericht te zijn. 
Hij ontwierp van 1950 tot 1991 bouwwerken, maar werd lang niet zo bekend als zijn tijdgenoten. Hij vormde in 1967 een maatschap met collega Tjakko Hazewinkel, dat later met Paul Dirks uitbreidde tot Abma, Hazewinkel & Dirks. 

## Werken
Zijn spraakmakendste ontwerp is zonder meer de ronde toevoeging uit 1991 die aan het gebouw van De Nederlandsche Bank aan het Westeinde, Amsterdam werd toegevoegd; het kreeg bijnamen als beschuitbus (ronde vorm) en satelliet (schotelachtig dak). Dit deel van het gebouw werd in de loop van 2020 en 2021 afgebroken. Voor die bankinstelling ontwierp hij ook een aantal bijkantoren. Andere objecten waren:
- een doopsgezinde kerk in Hengelo uit 1960
- de Exoduskerk in Den Haag/Loosduinen uit 1966
- de Maria Dommer Kapel in Maarssen uit 1968
- een hervormde kerk in Deventer uit 1970
- de Weteringkerk in Amsterdam-Zuid uit 1968/1969

### Trappenburch
Het kantorencomplex Trappenburch aan de Kroonstraat en Waterstraat in Utrecht was zo'n bankfiliaal. In het pand zouden ook de Kamer van Koophandel en de WestlandUtrecht Hypotheekbank onderdak vinden. Het ontwerp was al in 1970 klaar, maar de sanering van de nabijgelegen Wijk C van Utrecht liet lang op zich wachten. Een ander oponthoud vond plaats toen archeologen de restanten vonden van twee houten schepen uit de 13e eeuw. Er werd van 1974 tot 1976 gebouwd aan het complex, dat vanuit de laagbouw in de woonwijk in een terrasuiterlijk omhoog klimt. De stijl is hier en daar brutalistisch met kale betonnen vlakken. De Kamer van Koophandel bleef in de loop der jaren de enig overgebleven gebruiker van het gebouw. In 2003 werd er vanuit de Waterstraat 57 een gevelsteen naar dit gebouw verplaatst waarop een afbeelding staat van Trappenburch, hetgeen het gebouw zijn bijnaam gaf. De naam zou passend zijn gezien de trapsgewijs oplopende gevel. Nadien (2016) vertrok ook de KvK, waarna een herbestemming gezocht werd. Er vond een renovatie onder leiding van ZZDP Architecten plaats. De gevels werden opgeschoond en het gebouw werd verduurzaamd. Ook werden de trapvormige plateaus gebruikt om meer groen toe te voegen. Daar waar het gebouw er nog verloren bijstond, werd het meer aangepast aan zijn omgeving. In 2019 en 2020 vond er een studie plaats naar mogelijkheden om het gebouw tot gemeentelijk monument te benoemen.
- Bibliothèque nationale de France: cb13511872z (data)
- Gemeinsame Normdatei: 120456745
- International Standard Name Identifier: 0000 0003 8315 7726
- Library of Congress Control Number: n98011889
- Nederlandse Thesaurus van Auteursnamen: 157895823
- RKD-Nederlands Instituut voor Kunstgeschiedenis: 103085
- Système universitaire de documentation: 163532443
- Virtual International Authority File: 267770795
- WorldCat: E39PBJgXfJ3BdgFRQbrrxxXPQq